# Col de la Lézette
Ne doit pas être confondu avec Col de la Legette.
Le col de la Lézette est un col de France situé à 1 787 mètres d'altitude, en Savoie.
Ce passage très évasé aux formes douces entre les gorges de l'Arly au nord et le Beaufortain au sud est situé juste au-dessus de la station de sports d'hiver des Saisies au sud-ouest. Il se situe sur la crête reliant le mont Joly au nord-est au signal de Bisanne au sud-ouest, entre le Chard du Beurre au nord-nord-ouest et la Legette au sud-est ; le col de la Legette au nom très proche se trouve juste à l'est. Il est emprunté par le sentier de grande randonnée de pays Tour du Beaufortain et plusieurs remontées mécaniques et pistes de ski se trouvent à proximité.

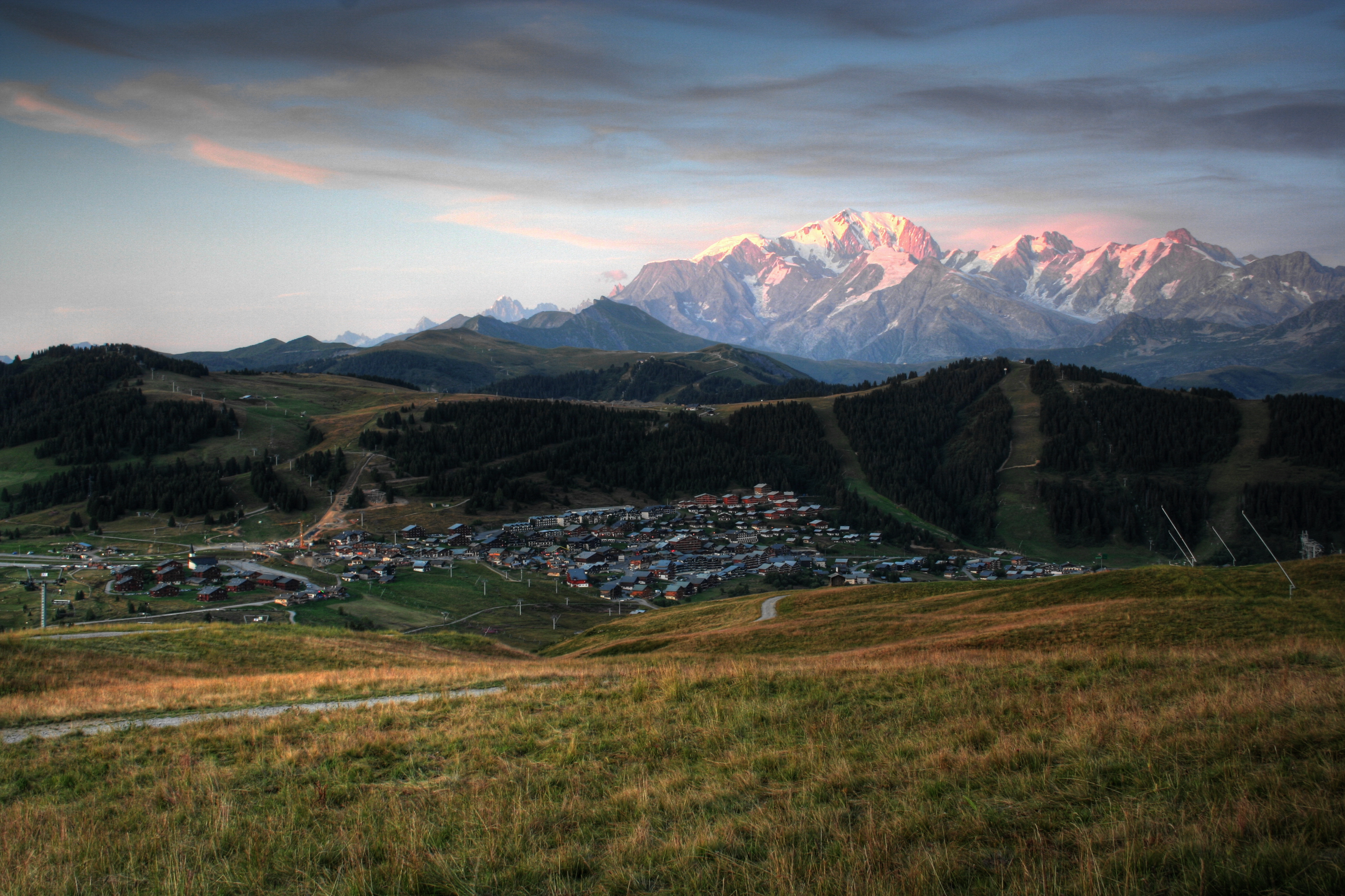
Les Saisies avec le Chard du Beurre (à gauche), le col de la Lézette (au centre), la Legette (à droite) et le massif du Mont-Blanc dans le lointain depuis les pentes du signal de Bisanne à l'ouest.

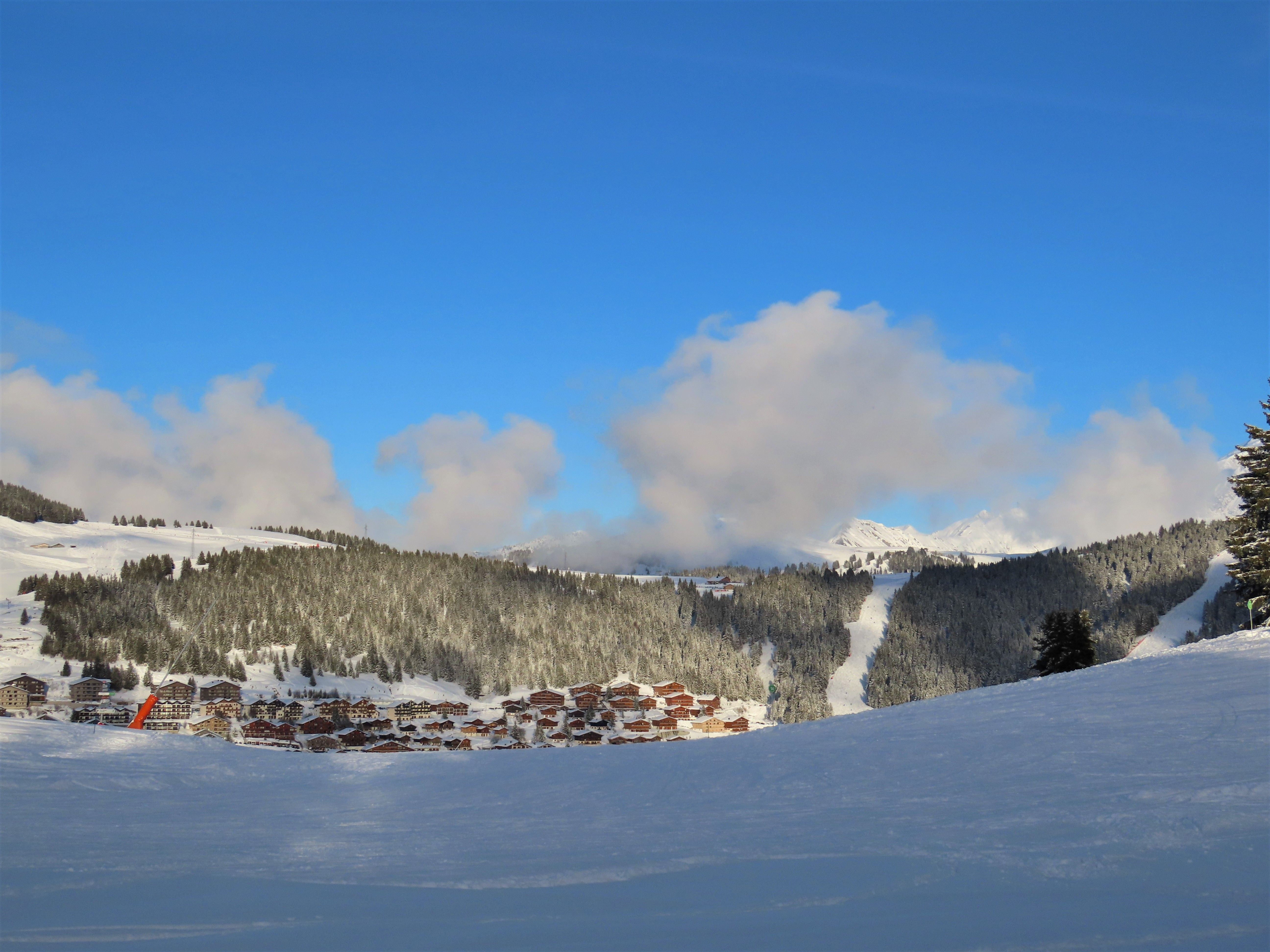
Vue hivernale du col de la Lézette au-dessus des Saisies depuis le mont Bisanne au sud-ouest.